# Nationalt Center For Autoimmune Sygdomme
Nationalt Center for Autoimmune Sygdomme (NCAS) er et center på Aarhus Universitetshospital, der opbygges i samarbejde med foreningsnetværket De Autoimmune og FAIM (Foreningen For Autoimmune Sygdomme). Der er afsat 18 millioner kroner over fire år på Finansloven, til centeret.
FAIM (Foreningen For Autoimmune Sygdomme) og netværksorganisationen De Autoimmune, vil sammen modtage en bevilling på i alt 18 mio. kr., så der kan blive skabt et Nationalt Center for Autoimmune Sygdomme (NCFAS).
4,5 mio. kr. bliver uddelt hvert år, i perioden 2018 - 2021.[kilde mangler]